# キルスウィッチ・エンゲイジ
キルスウィッチ・エンゲイジ (Killswitch Engage) は、アメリカ合衆国出身のメタルコアバンド。バンドの略称は「KSE」。

## 略歴

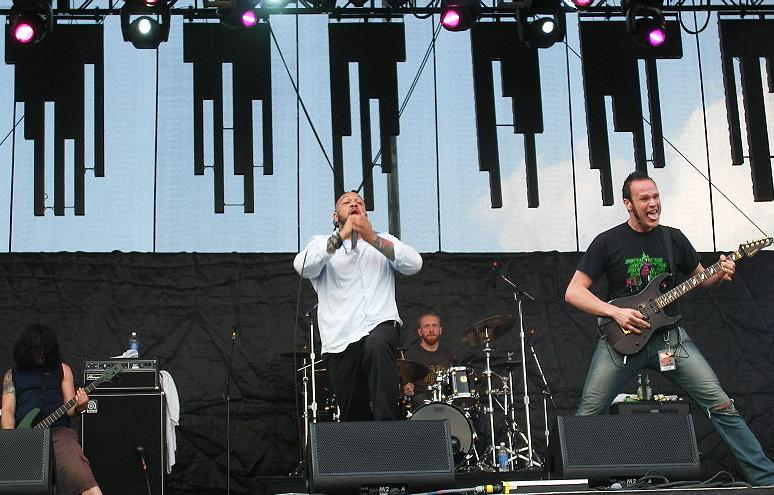
ハワード・ジョーンズ(Vo)在籍時 (2007年)

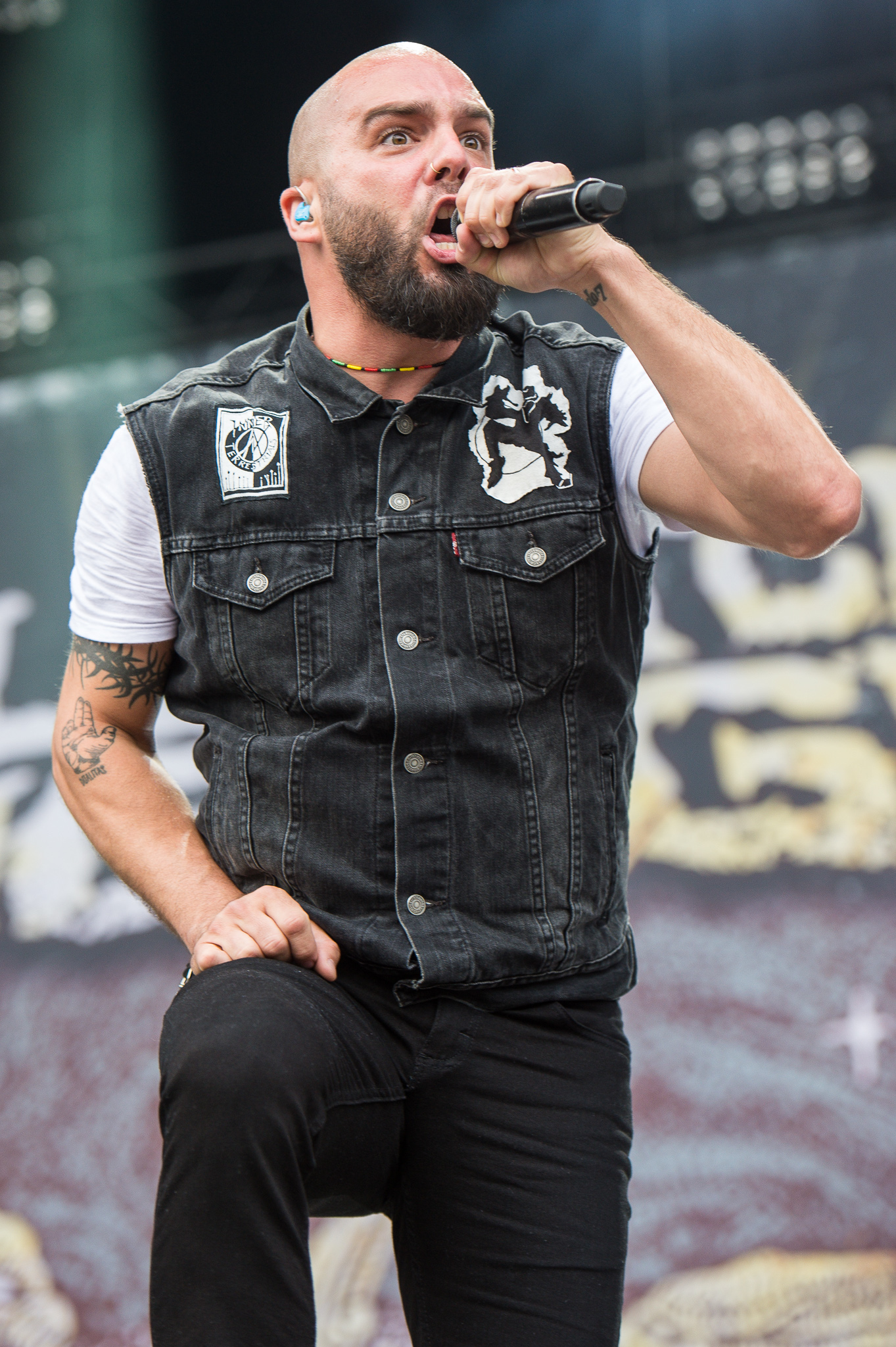
ジェシー・リーチ(Vo) 2016年

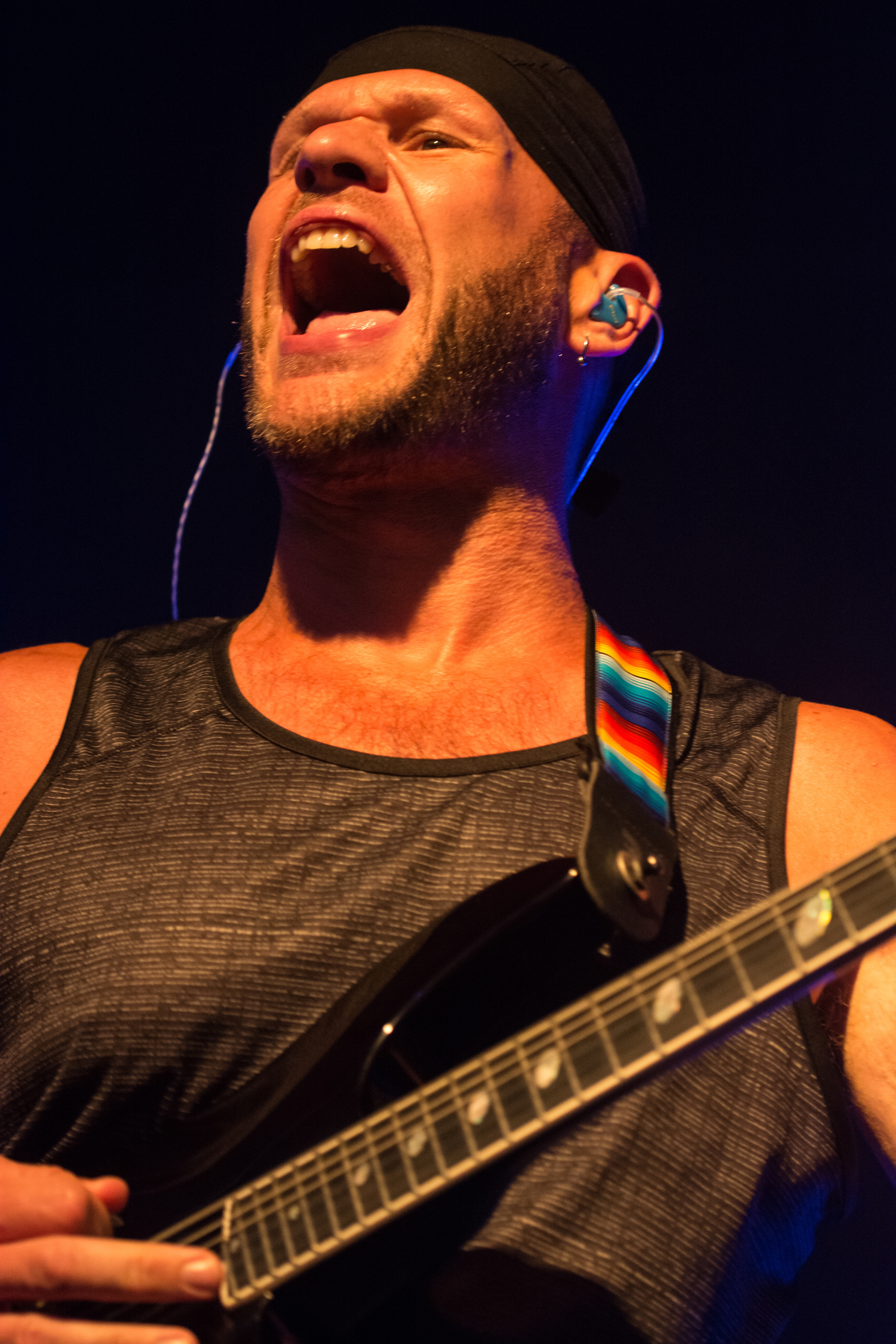
アダム・デュトキエヴィッチ(G) 2016年

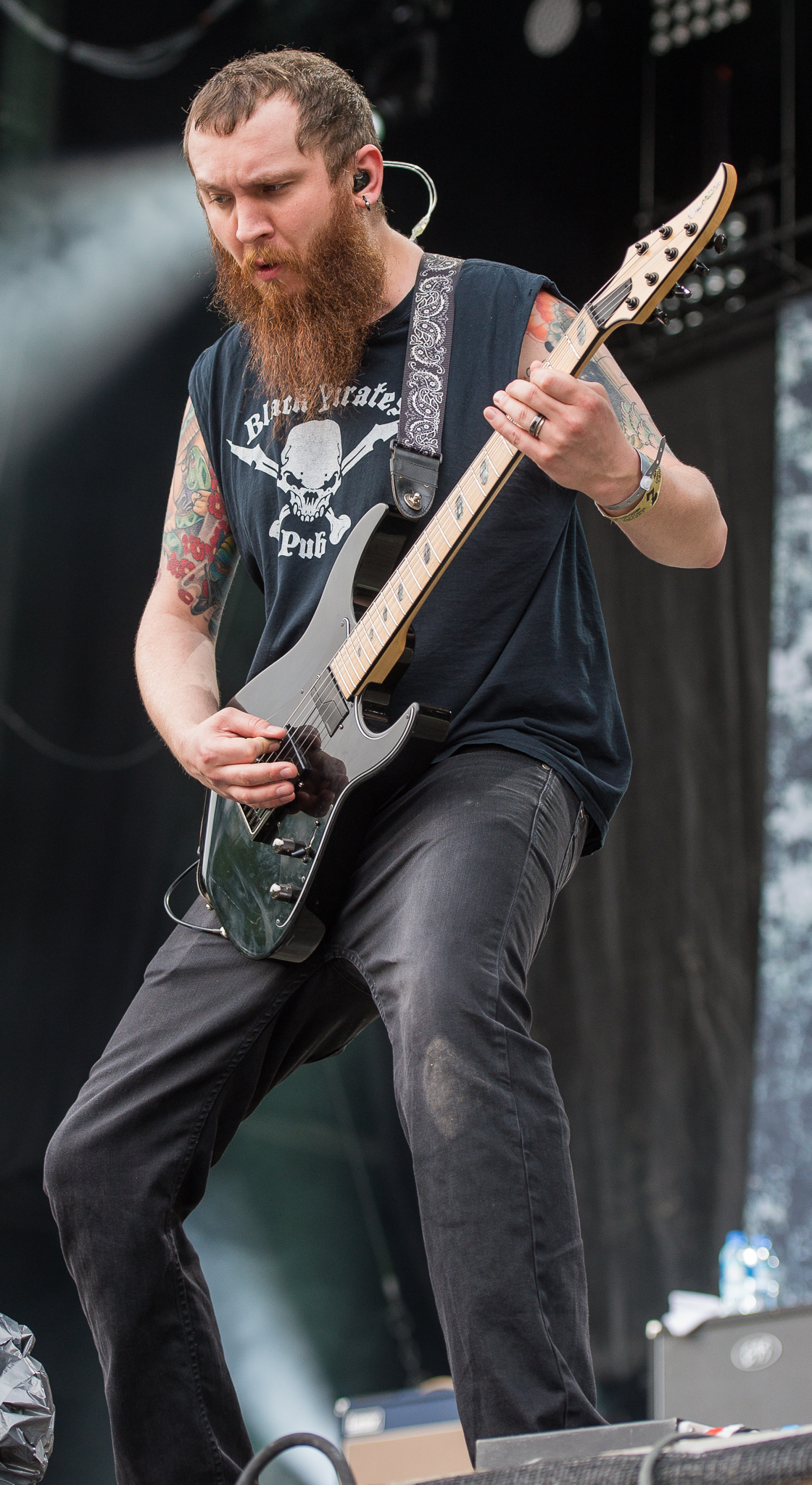
ジョエル・ストレッツェル(G) 2016年

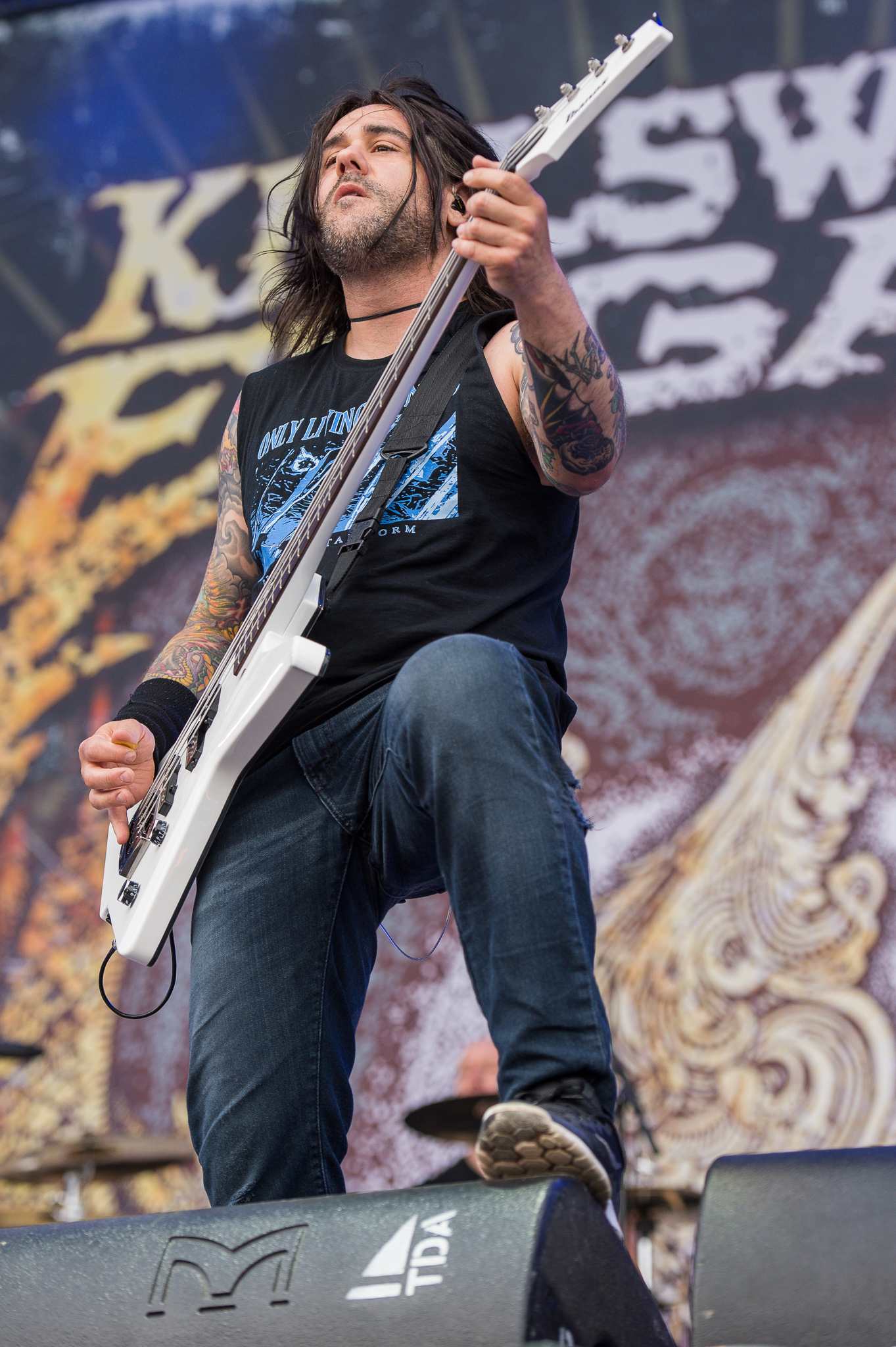
マイク・ダントニオ(B) 2016年

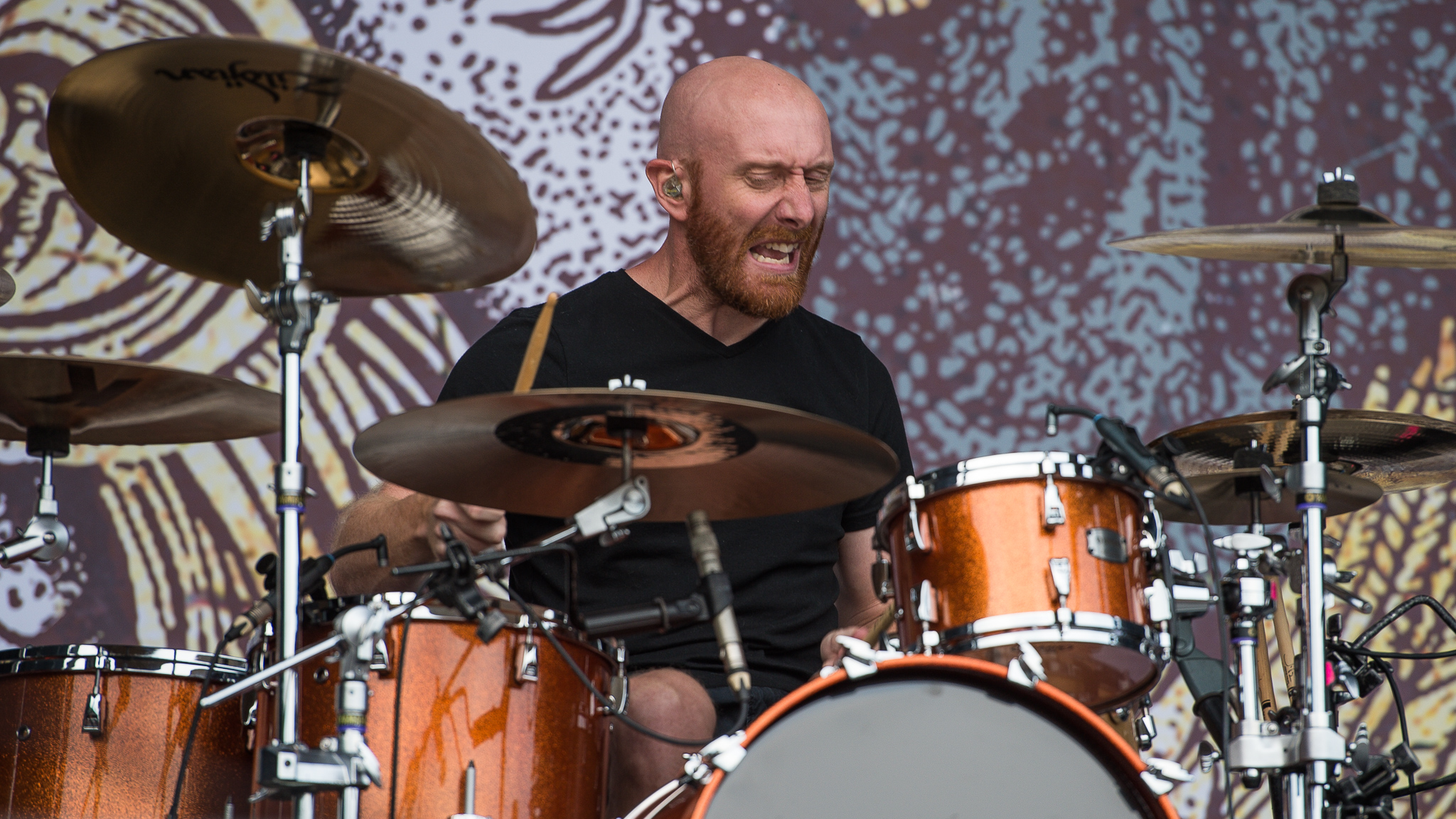
ジャスティン・フォリー(Ds) 2016年

全ての始まりは1999年、元Overcastでベーシストのマイク・ダントニオと元Aftershockでギタリストのアダム・デュトキエヴィッチの出会いであった。アダムは同じく元Aftershockのギタリスト、ジョエル・ストレッツェルを誘い、また、ジェシー・デイヴィッド・リーチ(元Corrin/Nothing Stays Gold)をヴォーカルとして迎え、アダムがドラムを叩くという形でキルスウィッチ・エンゲイジは誕生した。
2000年、Ferret Recordsから1stアルバム、『Killswitch Engage』をリリース。
2001年、Roadrunner Recordsと契約。契約と同時期にアダムがギターに復帰。後任ドラマーとして元Aftershockのトム・ゴメスを起用。5人編成となる。
2002年、2ndアルバム『Alive or Just Breathing』発表。英Kerrang!誌において最高5Kの評価を獲得。米CMJラウド・ロック・チャートにおいては4週連続1位を獲得。この間、Converge、Hopesfallなどのポスト・ハードコアマスコアのバンドとツアーをする一方で、In FlamesやSoilworkといった北欧のメロディックデスメタルバンドともツアーをこなしていた。
しかしアルバム発売直後、ヴォーカルのジェシーが脱退を表明。Blood Has Been Shedのヴォーカル、ハワード・ジョーンズを後任として迎える。その後メタル/ハードコアの祭典、Hellfestに参加し、それを皮切りにヨーロッパツアーをこなし、そして日本で行われたBEAST FEAST 2002に参加。
2003年、来日しExtreme the DOJO vol.6に参加。世界的に有名なヘヴィ・ミュージックフェスティバル、Ozzfestにも参加した。Ozzfest参加後、ドラマーのトムが脱退。ハワードのバンドメイトで、Blood Has Been Shedのドラマーのジャスティン・フォリーが加入。
2004年、3rdアルバム、『The End of Heartache』発表。25万枚以上のセールスを記録。オーストラリアでは5月17日付のトップ40チャートに初登場し、同国でAnthraxと共にツアーを敢行。また、3rdアルバムの楽曲が映画『バイオハザードII アポカリプス』のサウンドトラックに収録され、第47回グラミー賞においてBest Metal Performanceカテゴリにノミネートされた。
2005年、Ozzfestに参加。バンド初のDVD、『(Set This) World Ablaze』リリース。7月25日にマサチューセッツ州ウースターでのライヴの模様が収録されている。
そして再び来日し日本で行われたTASTE OF CHAOS TOURに参加。
2006年10月に日本のヘヴィメタル・フェスティバル「LOUD PARK 06」へ出演した。そして11月に待望の新作『As Daylight Dies』を日本で先行発売。
2008年6月にバンドとしては初の単独来日が決定し東京、大阪、名古屋3都市で公演を行った。
同年、米国プロレス団体WWEの入場曲集アルバム「WWE WRECKLESS INTENT」に「This Fire」を提供。
2009年、2作目のセルフタイトルとなる5thアルバム『Killswitch Engage』を発表。
2010年、ヴォーカルのハワード・ジョーンズが個人的な理由からツアーを抜け、代役としてオール・ザット・リメインズのヴォーカル、フィリップ・ラボンテや元ヴォーカルのジェシー・リーチが担当した。その後ハワードは復帰。
2012年、ヴォーカルのハワードが脱退することを発表した。ファン宛のハワードの声明によると、糖尿病の治療に専念するための脱退で、メンバーとの関係は良好なままである。2月、旧ヴォーカルのジェシー・リーチの復帰を発表。
2013年4月に6thアルバム『Disarm the descent』を発表。7月に行われるFUJI ROCK FESTIVALに出演。これはジェシー・リーチ加入での初来日となった。
2014年4月にヘッドライニングツアーで来日。東京、大阪、名古屋、広島、福岡で公演を行った。
2016年3月、7thアルバム『Incarnate』を発表。
2019年8月、8thアルバム『Atonement』を発表。アディショナルボーカルとしてハワード・ジョーンズが参加している。

## 特徴
バンドの構成はヴォーカル、ギターx2、ベース、ドラムスの5人から成る。メロディックデスメタルとハードコアの双方から影響を受けた攻撃的かつ叙情的なメロディーと咆哮のような、時には美しく歌い上げる迫力あるヴォーカルが特徴である。作曲は主に元ドラマー、現ギタリストのアダム・デュトキエヴィッチが行っている。また、各メンバーの演奏技術と音楽センスが非常に優れている事でも若者を中心に人気を誇る。
シャドウズ・フォール、オール・ザット・リメインズと共にメタルコアというジャンルの草分け的存在であり、他の新世代ヘヴィメタルバンドに限らず、ソイルワーク、イン・フレイムス、アーチ・エネミーといった先輩にあたるバンドにも多大な影響を与えている反面、比べられることやファンから批判されることも多い。

## メンバー
- ジェシー・デイヴィッド・リーチ (Jesse David Leach) - ボーカル (1999-2002, 2012- )
恋人との結婚が理由で脱退したがメンバーとの関係は良好であった。ハワード離脱時に一時期代役を務めた。脱退後はピートと共にSEEMLESS、およびThe Empire Shall Fallというそれぞれのバンドで活動していた。
彼の独特の強いカリスマ性と存在感、他ミュージシャンから「まるで聖書のようだ」と言われている個性的な作詞や感情溢れる歌唱スタイルから、後任のハワードが在籍していた時期でもジェシーを「ベスト・シンガー」と支持しているファンが多い。2012年、糖尿病を患ったハワードに代わって正式にバンドに復帰。

- アダム・デュトキエヴィッチ (Adam Dutkiewicz) - ギター/元ドラムス (1999- )
バークリー音楽大学で音楽制作とエンジニアリングについて学んだ[6]。
プロデューサーとしても活動しており、キルスウィッチ・エンゲイジの作品はもとよりオール・ザット・リメインズの『The Fall of Ideals』や、アンダーオースの『Define the Great Line』なども彼のプロデュース作品である。様々なミュージシャンやバンドと交友関係がある。DVDでは酒好きでクレイジーな性格がうかがえる。
キャパリソン　PLM-3、ポール・リード・スミス Custom 22、EVH Wolfgangを経て、現在はキャパリソンに回帰している。[7]

- ジョエル・ストレッツェル (Joel Stroetzel) - ギター (1999- )
高校時代にはジャズバンドを組んでいた。彼の両親はバンドの結成当時からメンバーをサポートしており、メンバーも「良き理解者」と感謝している。
キャパリソン社製のギターを主に使用。現在、使用している同社製のシグネイチャーモデルは日本国内でも販売されている。

- マイク・ダントニオ (Mike D'Antonio) - ベース (1999- )
ベーシストの他、グラフィック・アーティストとして働いていた経験がある。自身のバンドの作品のジャケットのデザインを担当している以外に、他バンドのアルバムのジャケットのデザインをした経験もある。
彼が愛用しているアイバニーズ社製のシグネイチャーモデルのベース“MDB1”は日本国内でも販売されている。このベースには彼が自らデザインしたメドゥーサのグラフィックが描かれ、ピック弾きで演奏している。
KSEでの活動の他に2006年からOvercastでの活動を再開している。ライブパフォーマンスは激しいが、母親想いのベジタリアンで優しい人柄である。

- ジャスティン・フォリー (Justin Foley) - ドラムス (2003- )
ハワード・ジョーンズと共にBlood Has Been Shedで活動していた。トム・ゴメス の脱退に伴い、ハワードに誘われる形でバンドに加入。
機材はYAMAHA製のドラムセットとZildjian製のシンバルを主に使用している。
コネチカット州出身で、ニューヨーク・ヤンキースのファン。

### 旧メンバー
- ハワード・ジョーンズ (Howard Jones) - ボーカル (2002–2012)
ジャスティンと共にBlood Has Been Shedでも活動中。幅広い声域を持っており、パワフルなデスヴォイスやクリーンなコーラス等を曲によって使い分けていた。また、ライヴでの安定感も素晴らしいものがあった。糖尿病を患ったため、2012年1月5日脱退。現在はDevil You Know（2017年、バンド名をLight The Torchへ改名[8]）やSION[9]で活動中。
- ピート・コルテス (Pete Cortese) - ギター (2000–2001)
元Overcastのギタリスト。脱退後はジェシーと共にSEEMLESSというバンドで活動していた。その他には、2006年から現メンバーのマイクと共にOvercastでの活動を再開した。
- トム・ゴメス (Tom Gomes) - ドラムス (2002–2003)

## ディスコグラフィー

### アルバム
| 年                                        | タイトル                | アルバム詳細 | チャート最高位 | チャート最高位 | チャート最高位 | チャート最高位 | チャート最高位 | チャート最高位 | チャート最高位 | チャート最高位 | チャート最高位 | チャート最高位 | 認定                                          |  |
| 年                                        | タイトル                | アルバム詳細 | US             | AUS            | AUT            | CAN            | FIN            | GER            | IRE            | NZ             | SWI            | UK             | 認定                                          |  |
| ----------------------------------------- | ----------------------- | --- | -------------- | -------------- | -------------- | -------------- | -------------- | -------------- | -------------- | -------------- | -------------- | -------------- | --------------------------------------------- |  |
| 2000                                      | Killswitch Engage       | - 発売日 : 2000年7月4日 - レーベル : Ferret - フォーマット : CD, digital download                                                | —              | —              | —              | —              | —              | —              | —              | —              | —              | —              |                                               |  |
| 2002                                      | Alive or Just Breathing | - 発売日 : 2002年5月31日 - レーベル : Roadrunner - フォーマット : CD, digital download - 全米売上 : 11.4万枚                     | —              | —              | —              | —              | —              | —              | —              | —              | —              | 122            | - UK: シルバー                                |  |
| 2004                                      | The End of Heartache    | - 発売日 : 2004年5月11日 - レーベル : Roadrunner - フォーマット : CD, LP, digital download                                       | 21             | 39             | —              | —              | —              | 42             | 64             | —              | —              | 40             | - US: ゴールド - UK: シルバー                 |  |
| 2006                                      | As Daylight Dies        | - 発売日 : 2006年11月21日 - レーベル : Roadrunner - フォーマット : CD, LP, digital download - 全米売上 : 50万枚                  | 32             | 29             | 68             | 40             | —              | 62             | —              | —              | —              | 64             | - US: ゴールド - CAN: ゴールド - UK: シルバー |  |
| 2009                                      | Killswitch Engage       | - 発売日 : 2009年6月30日 - レーベル : Roadrunner - フォーマット : CD, LP, digital download - 全米売上 : 5.8万枚                  | 7              | 12             | 36             | 11             | 15             | 27             | 80             | 24             | 51             | 29             |                                               |  |
| 2013                                      | Disarm the Descent      | - 発売日 : 2013年4月2日 - レーベル : Roadrunner - フォーマット : CD, LP, digital download - 全米売上 : 15.8万枚                  | 7              | 6              | 15             | 6              | 8              | 12             | 96             | 17             | 23             | 15             |                                               |  |
| 2016                                      | Incarnate               | - 発売日 : 2016年3月11日 - レーベル : Roadrunner - フォーマット : CD, LP, digital download - 全米売上 : 3.3万枚                  | 6              | 5              | 10             | 4              | 14             | 10             | 50             | 20             | 10             | 10             |                                               |  |
| 2019                                      | Atonement               | - 発売日 : 2019年8月16日（日本は2019年8月21日発売） - レーベル : Metal Blade, Columbia - フォーマット : CD, LP, digital download | 13             | 4              | 16             | 17             | 12             | 11             | -              | -              | 9              | 13             |                                               |  |
| 2025                                      | This Consequence        | - 発売日 : 2025年2月21日（日本は2025年2月19日先行発売） - レーベル : Metal Blade - フォーマット : CD, LP, digital download       |                |                |                |                |                |                |                |                |                |                |                                               |  |
| "—"は未発売またはチャート圏外を意味する。 |                         | |                |                |                |                |                |                |                |                |                |                |                                               |  |

### デジタルシングル・EP
- The End of Heartache EP Roadrunner (2004年5月11日)
- (Set This) World Ablaze EP Roadrunner (2005年11月22日)
- Holy Diver Roadrunner(Dio Cover) (2007年8月17日)
- Strength of the Mind Roadrunner (2015年12月11日)
- I Can't Be the Only One (Alternate Edit) Metal Blade (2020年4月3日)
- Atonement II B-Sides for Charity Metal Blade (2020年5月8日)

### 映像作品
- (Set This) World Ablaze Roadrunner (2005年7月25日)
- Beyond the Flames Roadrunner (2016年11月25日)

## その他
- メンバーのアダムとジョエルはバークリー音楽院出身である。ただし、ジョエルは卒業していない。
- スレイヤーのギタリストのケリー・キングがKSEのファンである事を公言している。
- 元ヴォーカルのハワードが加入する以前、（当時）元ヴォーカルのジェシーの後任候補にシャドウズ・フォールのブライアン・フェア、オール・ザット・リメインズのフィリップ・ラボンテが挙がっていた。
- 現メンバーと元メンバーは現在も友好関係がある。

## 来日公演

### 単独公演
- 2008年「KILLSWITCH ENGAGE JAPAN TOUR 2008」[39]（ゲスト:THY WILL BE DONE）
  - 6月10日 大阪 心斎橋CLUB QUATTRO
  - 6月11日 愛知 名古屋CLUB QUATTRO
  - 6月12日 東京 渋谷CLUB QUATTRO
- 2014年「KILLSWITCH ENGAGE JAPAN TOUR IN 2014」[40]
  - 4月2日 愛知 名古屋CLUB QUATTRO（ゲスト: MEANING）
  - 4月3日 大阪 梅田CLUB QUATTRO（ゲスト:MEANING）
  - 4月4日 福岡 博多LOGOS（ゲスト:ARTEMA、UNDER CREW）
  - 4月6日 広島 広島CLUB QUATTRO（ゲスト:ARTEMA）
  - 4月7日 東京 赤坂BLITZ（ゲスト:MEANING）

### フェス
- 2002年「BEAST FEAST 2002」[41]
  - 12月15日 千葉 幕張メッセ
- 2003年「Extreme the DOJO vol.6」
  - 2月23日 大阪 心斎橋CLUB QUATTRO
  - 2月24日 愛知 名古屋CLUB QUATTRO
  - 2月26日 東京 渋谷CLUB QUATTRO
- 2004年「Extreme the DOJO vol.10 Special」
  - 4月15日 東京 渋谷O-EAST
  - 4月17日 大阪 Namba Hatch
- 2004年「DOJO GO AROUND」
  - 4月19日 福岡 LOGOS
  - 4月20日 広島 広島CLUB QUATTRO
  - 4月21日 愛知 名古屋CLUB QUATTRO
- 2005年「Taste Of Chaos Tour Japan 2005」[42]
  - 11月1日 大阪 難波MOTHER HALL
  - 11月2日 愛知 Zepp Nagoya
  - 11月3日 東京 新木場STUDIO COAST
- 2006年「LOUD PARK 06」[43]
  - 10月15日 幕張メッセ
- 2013年「FUJI ROCK FESTIVAL '13」[44]
  - 7月27日 新潟 苗場スキー場
- 2016年「LOUD PARK 16」[45]
  - 10月9日 埼玉 さいたまスーパーアリーナ